# Finale della Coppa del mondo per club FIFA 2016
La finale della 13ª edizione della Coppa del mondo per club FIFA si è tenuta domenica 18 dicembre 2016 all'International Stadium di Yokohama tra gli spagnoli del Real Madrid, vincitori della UEFA Champions League 2015-2016 e i giapponesi del Kashima Antlers, vincitori della J1 League 2016 e qualificati al torneo in qualità di campioni del Paese ospitante. Per la prima volta nella storia della competizione la finale ha visto protagonista una squadra rappresentante dell'AFC.

## Il cammino verso la finale
Il Real Madrid, qualificato di diritto alla semifinale in qualità di campione d'Europa, ha battuto per 2-0 il Club América, campione della CONCACAF Champions League 2015-2016.
Il Kashima Antlers, dopo essersi qualificato ai quarti di finale battendo per 2-1 l'Auckland City, vincitore della OFC Champions League 2016, ha avuto la meglio prima per 2-0 sul Mamelodi Sundowns, campione della CAF Champions League 2016, e poi per 3-0 sull'Atlético Nacional, campione della Coppa Libertadores 2016. In questa partita è stato assegnato il primo rigore tramite il VAR della storia del calcio.

## La partita
La prima fase della partita ha visto una chiara supremazia da parte del Real Madrid, capace di passare in vantaggio già al 9' con Benzema abile a capitalizzare una corta respinta del portiere giapponese sul tiro dalla distanza di Modrić; col passare dei minuti il Kashima Antlers ha preso coraggio ed è pervenuto al pareggio con Shibasaki che ha approfittato di una incomprensione della difesa madridista (44'). Al ritorno dall'intervallo (52') i giapponesi sono addirittura passati in vantaggio sempre con Shibasaki che ha battuto Navas con un tiro potente dai 18 metri. Il Real Madrid ha trovato subito il pareggio con Ronaldo abile a trasformare un rigore decretato dall'arbitro per un fallo su Vázquez (60'). Le due squadre hanno avuto entrambe occasioni per segnare ancora ma nessuna delle due è stata capace di realizzare il gol decisivo che avrebbe evitato i tempi supplementari.
Ronaldo ha realizzato la doppietta che ha chiuso l'incontro consegnando la vittoria al Real Madrid: al 98' ha battuto il portiere giapponese con un sinistro su assist perfetto di Benzema e al 104' si è ripetuto sempre di sinistro sul taglio di Kroos.
Il giocatore portoghese è diventato il primo giocatore a segnare una tripletta in una finale della Coppa del mondo per club e il secondo a farlo in una finale mondiale dopo Pelé, che aveva realizzato tre reti nella finale di ritorno della Coppa Intercontinentale 1962.

## Tabellino
| Arbitro: | Janny Sikazwe |

|                                          |           |                    |
| Benzema 9’ Ronaldo 60’ (rig.), 98’, 104’ | Marcatori | Shibasaki 44’, 52’ |

| Real Madrid | Kashima Antlers |

| P               | 1  | Keylor Navas      |      |      |
| D               | 2  | Daniel Carvajal   | 102’ |      |
| D               | 5  | Raphaël Varane    |      |      |
| D               | 4  | Sergio Ramos (c)  | 55’  | 108’ |
| D               | 12 | Marcelo           |      |      |
| C               | 19 | Luka Modrić       |      | 106’ |
| C               | 14 | Casemiro          | 100’ |      |
| C               | 8  | Toni Kroos        |      |      |
| A               | 17 | Lucas Vázquez     |      | 81’  |
| A               | 9  | Karim Benzema     |      |      |
| A               | 7  | Cristiano Ronaldo |      | 112’ |
| A disposizione: |    |                   |      |      |
| P               | 13 | Kiko Casilla      |      |      |
| P               | 25 | Rubén Yáñez       |      |      |
| D               | 3  | Pepe              |      |      |
| D               | 6  | Nacho             |      | 108’ |
| D               | 15 | Fábio Coentrão    |      |      |
| D               | 23 | Danilo            |      |      |
| C               | 10 | James Rodríguez   |      |      |
| C               | 16 | Mateo Kovačić     |      | 106’ |
| C               | 20 | Marco Asensio     |      |      |
| C               | 22 | Isco              |      | 81’  |
| A               | 18 | Mariano           |      |      |
| A               | 21 | Álvaro Morata     |      | 112’ |
| Allenatore:     |    |                   |      |      |
| Zinédine Zidane |    |                   |      |      |

| P               | 21 | Hitoshi Sogahata     |     |      |
| D               | 22 | Daigo Nishi          |     |      |
| D               | 23 | Naomichi Ueda        |     |      |
| D               | 3  | Gen Shōji            |     |      |
| D               | 16 | Shūto Yamamoto       | 58’ |      |
| D               | 25 | Yasushi Endō         |     | 102’ |
| C               | 10 | Gaku Shibasaki       |     |      |
| C               | 40 | Mitsuo Ogasawara (c) |     | 67’  |
| C               | 6  | Ryōta Nagaki         |     | 114’ |
| C               | 33 | Mū Kanazaki          |     |      |
| C               | 8  | Shōma Doi            |     | 88’  |
| A disposizione: |    |                      |     |      |
| P               | 1  | Masatoshi Kushibiki  |     |      |
| P               | 29 | Shin'ichirō Kawamata |     |      |
| D               | 14 | Hwang Seok-ho        |     |      |
| D               | 17 | Bueno                |     |      |
| D               | 24 | Yukitoshi Itō        |     | 102’ |
| C               | 11 | Fabrício             | 93’ | 67’  |
| C               | 13 | Atsutaka Nakamura    |     |      |
| C               | 20 | Kento Misao          |     |      |
| C               | 32 | Tarō Sugimoto        |     |      |
| C               | 35 | Taiki Hirato         |     |      |
| A               | 18 | Shūhei Akasaki       |     | 114’ |
| A               | 34 | Yūma Suzuki          |     | 88’  |
| Allenatore:     |    |                      |     |      |
| Masatada Ishii  |    |                      |     |      |